# Liste der Monuments historiques in Nonville (Seine-et-Marne)
Die Liste der Monuments historiques in Nonville (Seine-et-Marne) führt die Monuments historiques in der französischen Gemeinde Nonville auf.

## Liste der Bauwerke
| Bezeichnung    | Beschreibung | Standort | Kennzeichnung | Schutzstatus | Datum | Bild           |
| -------------- | ------------ | -------- | ------------- | ------------ | ----- | -------------- |
| Friedhofskreuz |              | (Lage)   | PA00087181    | Inscrit      | 1946  | weitere Bilder |

## Liste der Objekte

### Kirche St-Michel
Zum Verständnis siehe: Kirchenausstattung
| Bezeichnung                                               | Beschreibung                            | Standort | Kennzeichnung | Schutzstatus | Datum | Bild           |
| --------------------------------------------------------- | --------------------------------------- | -------- | ------------- | ------------ | ----- | -------------- |
| Chorschranke                                              | Eisen, 19. Jahrhundert                  | (Lage)   | PM77003601    | Inscrit      | 1980  |                |
| Kreuz                                                     | Holz, 18. Jahrhundert; in der Sakristei | (Lage)   | PM77003603    | Inscrit      | 1980  |                |
| Altar mit Retabel und Tabernakel in der südlichen Kapelle | Holz, erste Hälfte des 19. Jahrhunderts | (Lage)   | PM77004797    | Inscrit      | 1994  |                |
| Wandvertäfelung                                           | Holz, um 1800                           | (Lage)   | PM77003599    | Inscrit      | 1980  |                |
| Hauptaltar mit Retabel und Tabernakel                     | Holz, 17. bis 19. Jahrhundert           | (Lage)   | PM77003600    | Inscrit      | 1980  |                |
| Taufbecken                                                | Stein und Holz, 17. Jahrhundert         | (Lage)   | PM77003598    | Inscrit      | 1980  | weitere Bilder |
| Zwei Kredenzen                                            | Holz und Marmor, 18. Jahrhundert        | (Lage)   | PM77001301    | Classé       | 1938  |                |
| Glocke                                                    | Bronze, 1774                            | (Lage)   | PM77001302    | Classé       | 1942  |                |
| Ziborium                                                  | Silber, 19./Anfang des 20. Jahrhunderts | (Lage)   | PM77003604    | Inscrit      | 1980  |                |
| Sakristeischrank                                          | Holz, 18./19. Jahrhundert               | (Lage)   | PM77003602    | Inscrit      | 1980  |                |
| Reliquienkasten                                           | Holz, vergoldet, 19. Jahrhundert        | (Lage)   | PM77004799    | Inscrit      | 1994  |                |
| Wandvertäfelung der südlichen Kapelle                     | Holz, Anfang des 19. Jahrhunderts       | (Lage)   | PM77004798    | Inscrit      | 1994  |                |